# Bosque de Koroko
El bosque de Koroko (en árabe : غابة كوروكو) es un bosque situado en la provincia de Nador, en el norte de Marruecos. La región de las Tierras Altas de Koroko es un sitio ecológico y biológico que cubre un área de aproximadamente 5.400 hectáreas, de las cuales 1.800 hectáreas están densamente forestadas.
El bosque alberga importantes poblaciones animales, entre las que destacan el macaco de Berbería y el jabalí. Y muchas especies de árboles como el pino perenne, el ciprés, el eucalipto, el roble y la tuya.